# Kosrae

Kosraes flagga

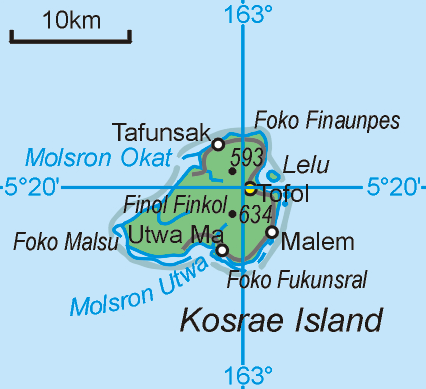
karta over Kosraeöarna

Kosrae eller Kosraeöarna (tidigare Kusaie) är en ö, en ögrupp och en delstat i Mikronesiens federerade stater i västra Stilla havet.

## Geografi

### Kosraeön
Kosrae (Kosrae-Island) är namnet på själva ön vilken ligger ca 3.800 km öster om Filippinerna. Geografiskt ligger ön bland de östra Karolinerna i Mikronesien.

### Kosraeöarna
Kosraeöarna (Kosrae-Islands) är ögruppen med huvudön Kosrae och övriga öar Lelu, Malem, Tafunsak, Tofol och Utwa. Ögruppen omsluts av ett korallrev.

### Kosrae state
Kosrae-State är delstaten som består av huvudområdet Kosraeöarna och ytterligare några revområden.
Öarna är av vulkaniskt ursprung och har en sammanlagd areal om ca 110 km². Den högsta höjden är Mount Finkol på cirka 640 m ö.h.
Befolkningen i Kosrae-state uppgår till cirka 8.000 invånare där alla bor på Kosraeöarna. Huvudorten Tofol ligger på huvudöns sydöstra del och har ca 1.000 invånare.
Öns flygplats heter Kosrae (flygplatskod "KSA") och ligger nordväst om Tofol.

## Historia
Kosraeöarna har troligen bebotts sedan cirka 1000 f.Kr. De upptäcktes troligen 1528 av spanske kaptenen Álvaro de Saavedra. De första européerna anlände kring 1824 och kring 1852 anlände de första missionärerna till Kosrae.
Kejsardömet Tyskland köpte ögruppen 1899 som då blev del i Tyska Nya Guinea och under första världskriget ockuperades området i oktober 1914 av Japan. Japan erhöll förvaltningsmandat över området vid Versaillesfreden 1919.
Under andra världskriget användes ögruppen som militärbas av Japan tills USA erövrade området 1944.
1947 utsågs Chuuköarna tillsammans med hela Karolineröarna till "US Trust Territory of the Pacific Islands" av Förenta nationerna och förvaltades av USA.
I januari 1977 splittrades Kosraeöarna från Pohnpei och blev ett eget distrikt för att i maj 1978 bli en egen delstat.
Den 10 maj 1979 bildades den autonoma federationen Mikronesien med lokalt självstyre och den 3 november 1986 blev landet självständigt.